# Kanō Hōgai
Kanō Hōgai (狩野 芳崖) de son vrai nom Kanō Enshin, nom de pinceau: Ehshin, né le 27 février 1828 à Shimonoseki et mort le 5 novembre 1888. XIXe siècle, est un Peintre japonais de l'ère Meiji. Il fait partie des peintres de l'école Kanō.

## Biographie
Élève de Kanō Shōsen-in, il vit à Tokyo. Son père, Kanō Seikō semble avoir été un bon peintre. Très jeune, il s'intéresse à la poésie chinoise et au théâtre Nô; à l'âge de quinze ans, il fait sa première peinture, Bakan Shinkei Zukan, rouleau illustré représentant le paysage de Shimonoseki, minutieusement peint mais où s'annonce déjà une liberté plus grande que celle de l'École Kanō de la même époque. L'album de fleurs et d'oiseaux, Kachō Gasatsu, peint à l'âge de seize ans, est considéré comme l'un de ses chefs-œuvre.
Sous l'influence d'un ami de son père, le peintre Watarai Tōmei de l'École Tosa, il s'essaie au style Yamato-e (peinture japonaise) puis il poursuit ses études à Edo dans l'atelier de Katsukawa Shunshō (1726-1792), dont il est bientôt exclu à cause de sa formation Kanō. Il reste un des peintres les plus connus de l'atelier de Katsukawa où il travaille avec Hashimoto Sentarō, Kanō Shōgyoku et Kimura Ryūgaku.
En 1860, il restaure les peintures murales du château d'Edo. Ce n'est qu'à partir de l'âge de trente quatre ans qu'il prend le nom de Hōgai; pour vivre, il fait de la peinture sur laque et des motifs pour céramique. En 1885, il participe au second Salon japonais à Paris avec Kannon Zu, œuvre actuellement conservée à la Freer Gallery de Washington.
Sa rencontre avec Ernest Fenollosa (collectionneur et critique d'art japonais), arrivé au Japon en 1878 comme professeur à l'Université de Tokyo est extrêmement importante car, avec Hashimoto Kunio, il fait revivre pour l'Américain l'idéal de la peinture orientale.
Avec Fenollosa, Okakura Kakuzo et Hashimoto Gahō, ils créent une société d'appréciation de la peinture (kangakai). La Société a été créée pour attirer l'attention sur les arts japonais traditionnels, en particulier les arts classique des périodes Heian et Nara qui commençaient à être sérieusement négligés, de nombreuses œuvres ayant été vendues ou même détruites en raison du nouvel intérêt du Japon pour l'Occident.
Hōgai participe aussi à la fondation de l'école des beaux-arts de Tokyo, mais meurt avant son ouverture. Ses œuvres, influencées par le style de  Sesshū (1420-1506), restent quand même dans le style Kanō auquel s'adjoint sur les conseils de Fenollosa, un réalisme certain dans la couleur et la forme. Une analyse comparative détaillée des dernières peintures de Hogai témoigne de l'élaboration d'échanges réciproques entre les deux hommes.
« [...] L'analyse comparative de deux des dernières œuvres de Kanō Hōgai, Niō se saisit d'un oni et Hibo Kannon, révèle la nouveauté des dernières œuvres de Hōgai dans son utilisation de la peinture à l’encre et de la peinture en couleurs, l'uniformité de ses coups de pinceau et un «frottis» expressif semblant sans rapport avec le motif. Les dernières œuvres de Hōgai montrent un large éventail d’éléments d'origines diverses : des dessins hérités du début de la période Edo, l’influence des techniques apparues à la fin de la période Edo et au début de la période Meiji, des techniques de la peinture occidentale et les théories de Fenollosa. La relation entre Hōgai et Fenellosa ne peut être réduite à la déclaration simpliste selon laquelle «la culture japonaise avait changé après l'acceptation de la culture occidentale». Il faut la considérer comme résultant d'un échange mutuel. Ces dernières œuvres de Hōgai ne peuvent être comprises que comme le produit d’un échange culturel de multiples périodes, lieux et personnes ».

## Galerie

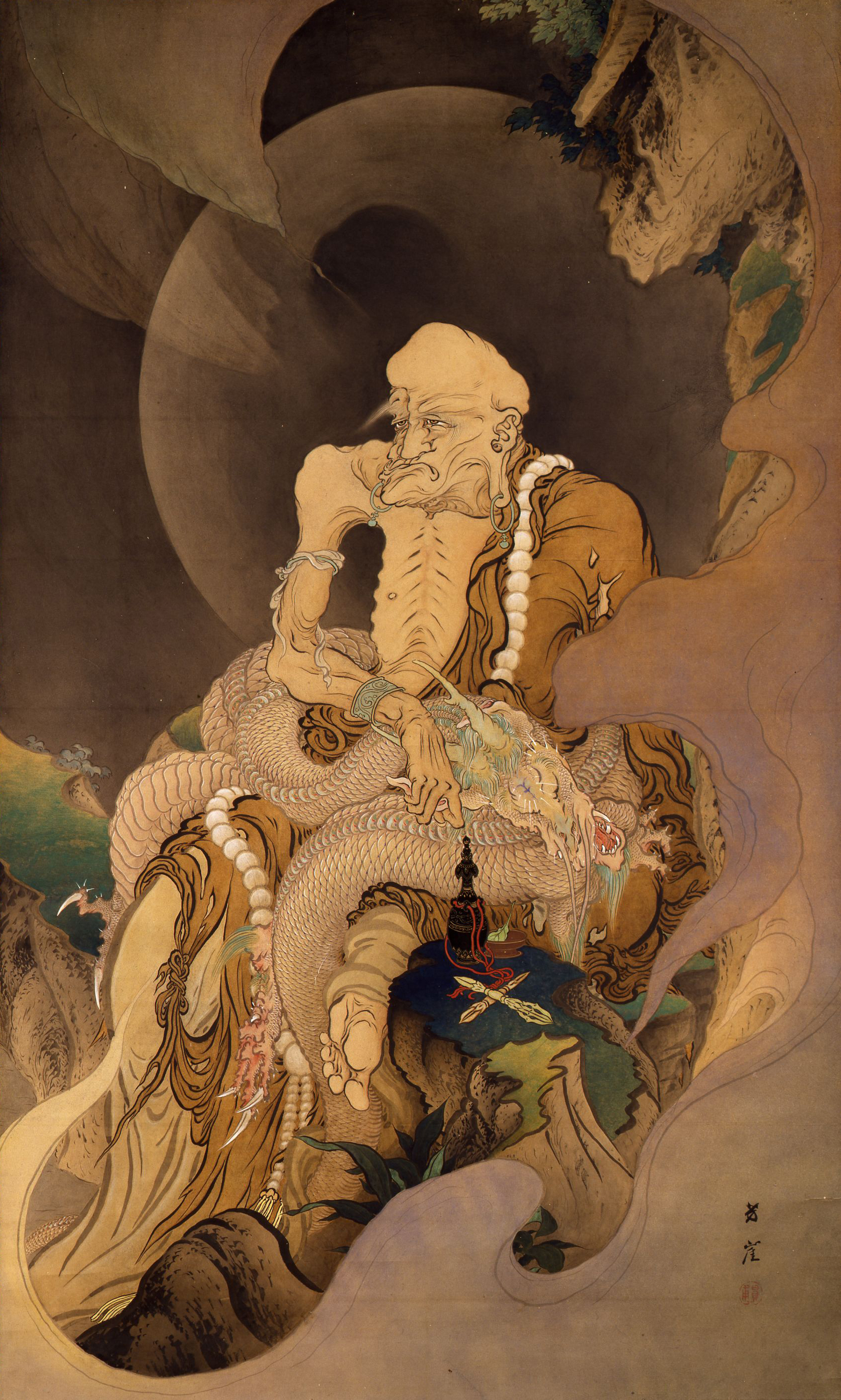
Arhat accompagné d'un dragon. 1885. Rouleau suspendu. Encre et couleurs sur papier, 149 × 89,5 cm. Fukui Fine Arts Museum
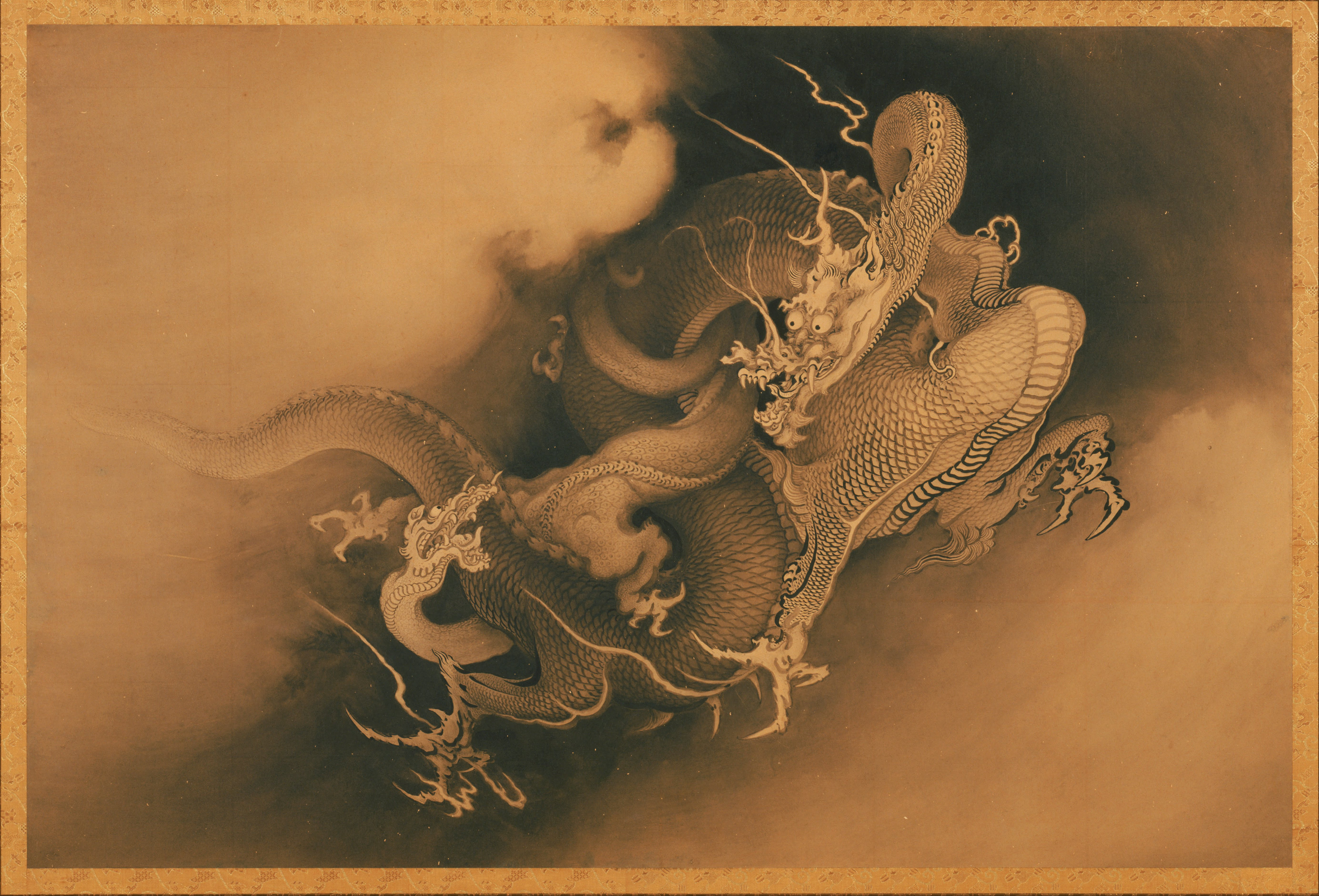
Deux dragons dans les nuages. 1885. Encre sur papier. 90 × 135 cm. Philadelphia Museum of Art
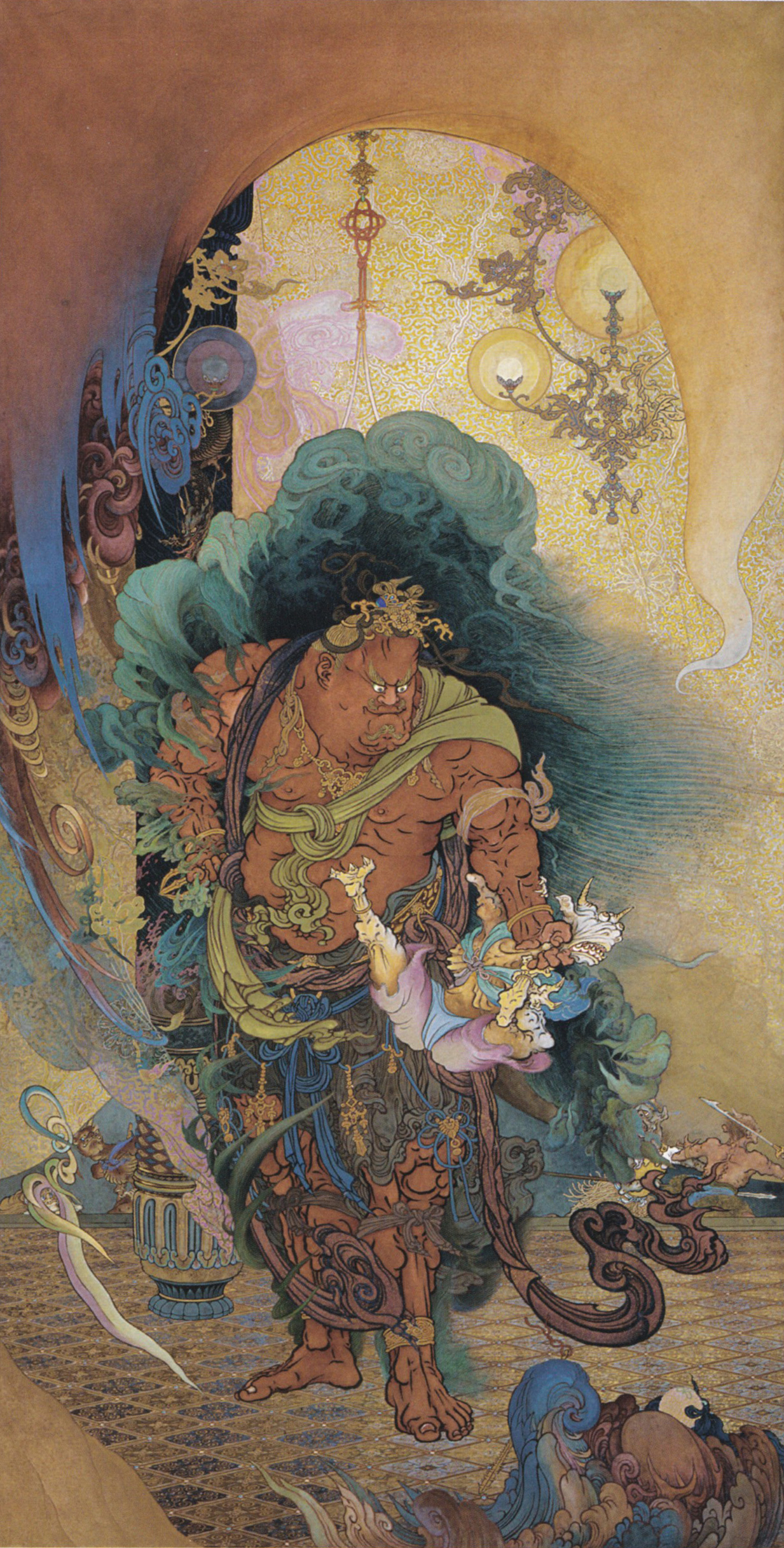
Niō se saisit d'un oni (ou yokai). 1886. Rouleau suspendu. Encre et couleurs sur papier, 123,6 × 63,3 cm. Musée national d'art moderne de Tokyo
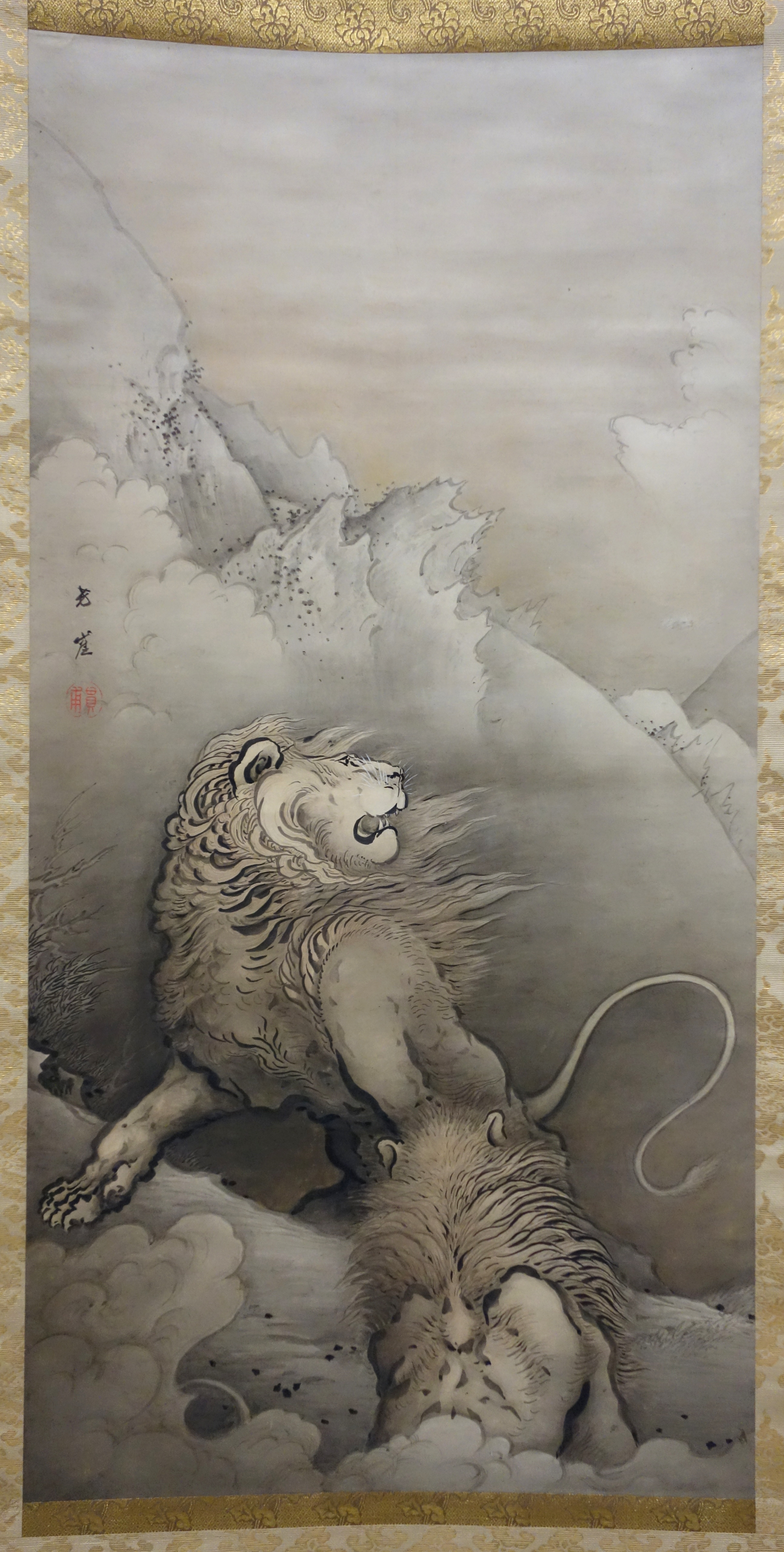
Lions. v. 1886. Encre et couleurs sur papier. Musée national d'art moderne de Tokyo
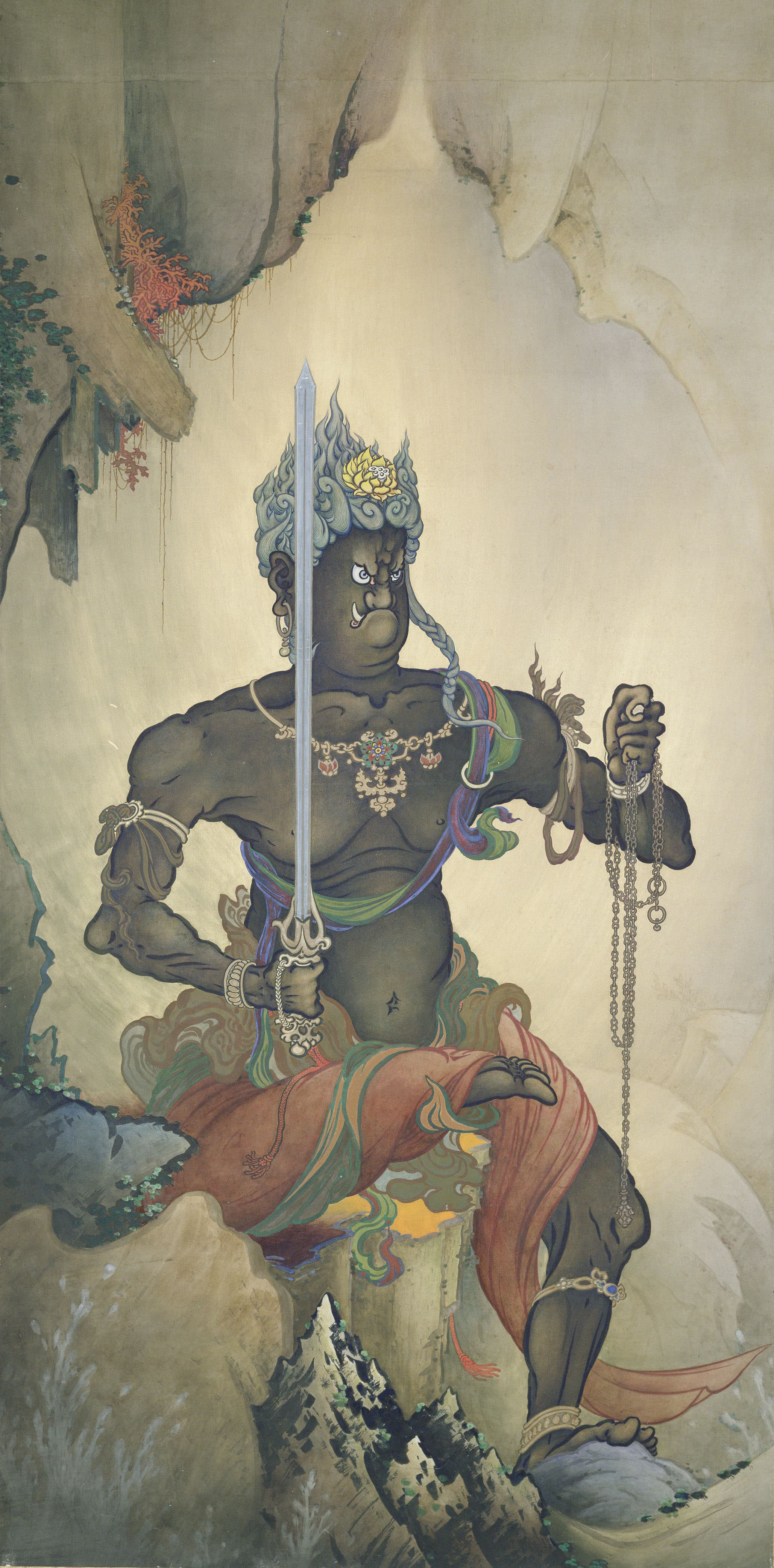
Acala (Fudō Myōō). 1887. Rouleau suspendu. Couleurs sur papier, 158,3 × 79 cm. University Art Museum, Tokyo University of the Arts
Hibô Kannon (Avalokitesvara - mère de miséricorde). 1888. Rouleau suspendu, encre couleurs et or sur soie, 196 × 86,5 cm. University Art Museum, Tokyo University of the Arts